# GNZ48
GNZ48 viết tắt của GUANGZHOU48 là một nhóm nhạc nữ thần tượng Trung Quốc quy mô lớn được thành lập vào năm 2016 tại Quảng Châu, Quàng Đông,  Trung Quốc. Một trong hai nhóm chị em đầu tiên của SNH48 (nhóm còn lại là BEJ48 ) đây là một trong nhóm chị em của SNH48 thuộc GuangZhou Star48 Culture Media Group Co., Ltd. GNZ48 hiện được chia thành ba đội: Team G, Team NIII và Team Z.

## Tổng Quan
GNZ48 là một nhóm nhạc nữ trẻ địa phương quy mô lớn có trụ sở tại Quảng Châu. Tên của nhóm được lấy từ chữ viết tắt "GNZ" của bính âm của "Quảng Châu" (GUANGZHOU). Trong một số trường hợp, tên "Primary" Cô gái" được sử dụng. . Đây là một trong hai nhóm chị em đầu tiên của SNH48 (nhóm còn lại là BEJ48). Ngày 20 tháng 4 năm 2016, Siba Media đã tổ chức họp báo tại Bắc Kinh để công bố việc thành lập GNZ48 và phát động chiến dịch tuyển sinh học kỳ đầu tiên. Địa điểm biểu diễn độc quyền "GNZ48 Star Dream Theater" tọa lạc tại Zhongtai International Plaza, Quận Thiên Hà , Quảng Châu và khai trương vào ngày 29 tháng 4 năm 2016. Nhóm thành viên đầu tiên của nhóm bao gồm một số sinh viên thế hệ thứ năm của SNH48 và một số sinh viên thế hệ thứ sáu chưa được công nhận.

Khi GNZ48 được thành lập, có hai đội là Đội G và Đội N. Vì GNZ48 là nhóm chị em được thành lập bởi công ty quản lý Siba Media của SNH48 nên không được ủy quyền trực tiếp bởi AKS , nhà điều hành của AKB48 , giống như SNH48. Vì vậy, GNZ48 không phải là nhóm AKB48 và tên tiếng Anh của Team G và Team N không tồn tại. Họ được đặt tên theo thứ tự của các đội trong nhóm AKB48 mà được đặt tên trực tiếp là Team G và Team NIII.

## Lịch Sử

### 2016
- Ngày 20 tháng 4 năm 2016, Star48 thông báo thành lập hai nhóm chị em của SNH48 là BEJ48 và GNZ48. Đồng thời, sẽ bắt đầu tổ chức các buổi thử giọng cho các thành viên thế hệ đầu tiên.[1] Nhà hát GNZ48 mở cửa vào ngày 29 tháng 4, Đội Gnz tổ chức buổi biểu diễn đầu tiên của Giai đoạn 1, "Theater no Megami". Đội NIII cũng đã tổ chức buổi biểu diễn đầu tiên của Giai đoạn 1, "Boku no Taiyou" vào ngày 6 tháng 5.
- Ngày 29 tháng 4, nhà hát đặc biệt "GNZ48 Star Dream Theater" (Tiếng Trung: GNZ48 星梦剧院) đã chính thức mở cửa;[2] Cùng ngày, Team G đã tổ chức buổi ra mắt vở diễn "Theatrical Goddess".[3]
- Ngày 30 tháng 4, Team NIII đã công chiếu buổi biểu diễn "My Sun" (Tiếng Trung: 我的太阳).[4]
- Ngày 13 tháng 7, GNZ48 bắt đầu School Tour của nhóm, tương tự như School Tour của SNH48.[5]
- Ngày 26 tháng 8, họ đã tổ chức Buổi hòa nhạc giới thiệu GNZ48 Dream Departure Showcase "Love Music Wing Up" (Tiếng Trung: "爱音乐 翼起来"GNZ48梦想启航) tại Nhà tưởng niệm Tôn Trung Sơn.
- Ngày 19 tháng 9, họ phát hành đĩa mở rộng đầu tay, You Don't Know Me (Tiếng Trung: 你所不知道的我).[6]
- Ngày 1 tháng 10, Hoàng Lệ Dung và Hướng Vân được thêm vào Đội G, Tằng Ngải Giai và Cao Nguyên Tịnh lần lượt được bổ nhiệm làm đội trưởng và đội phó.
- Ngày 2 tháng 10, Team NIII đã công bố tiết mục đặc biệt chào mừng Quốc khánh như sau:
  - Đới Hân Dật và Lý Y Hồng được nâng cấp thành thành viên của Đội NIII.[7]
  - Lưu Lực Phi được bổ nhiệm làm đội trưởng đầu tiên của Đội NIII và Lưu Thiến Thiến là đội phó.[8]
- Ngày 14 tháng 10, Team G đã công chiếu buổi biểu diễn "Heart of the Heart" (Tiếng Trung: 心的旅程).[9]
- Ngày 23 tháng 10, 18 thành viên thế hệ đầu được chỉ định cho Đội Z đã được công bố.[10]
- Ngày 1 tháng 11, các buổi thử giọng đã được tổ chức cho các thành viên thế hệ thứ tám của SNH48, thành viên thế hệ thứ hai của BEJ48, GNZ48 và SHY48.[11]
- Ngày 18 tháng 11, Team Z sẽ ra mắt buổi biểu diễn "Exclusive Party" (Tiếng Trung:专属派对).[12]

### 2017
- Vào ngày 16 tháng 1 năm 2017, EP thứ hai " BOOM! BOOM! BOOM! "  đã được phát hành . Vào ngày 24 tháng 3, Team NIII đã tổ chức buổi biểu diễn đầu tiên của "Đệ nhất nhân xứng"(Tiếng Trung: 第一人稱)
- Vào ngày 8 tháng 4, "Lễ hội văn hóa người hâm mộ GNZ48"  đã được tổ chức . Vào ngày 13 tháng 4, EP thứ ba " IF "  được phát hành . Vào ngày 20 tháng 4, GNZ48 đã bắt tay với BEJ48 và SHY48 để bắt đầu tuyển sinh thế hệ thứ ba. Ngày 29/4, 14 học viên khóa 2 được nâng cấp thành viên chính thức đã được công bố tại buổi biểu diễn đặc biệt "Kỷ niệm 1 năm ra mắt".
- Vào ngày 25 tháng 7, nhà điều hành đã công bố MVP Nhà hát năm 2016 của GNZ48 Xingmeng Theater, đã giành được bởi Tạ Lôi Lôi (TeamG), Trịnh Đan Ny(Team NIII) và Vương Doanh(Team Z). Vào ngày 28 tháng 7, bộ phim tài liệu đầu tiên của GNZ48 "Seven/48-GNZ48 Youth Record" đã được phát hành. Vào ngày 29 tháng 7, GNZ48 đã hợp tác với SNH48, BEJ48, SHY48 và CKG48 để bắt đầu tuyển dụng sinh viên giai đoạn 9 SNH48, sinh viên giai đoạn 4 BEJ48, sinh viên giai đoạn 4 GNZ48, sinh viên giai đoạn 4 SHY48 và sinh viên giai đoạn 2 CKG48.
- Vào ngày 11 tháng 8, Team G đã tổ chức buổi biểu diễn đầu tiên của "Thần tượng hai mặt"(Tiếng Trung: 双面偶像)  . Vào ngày 15 tháng 9, Team Z đã tổ chức buổi biểu diễn đầu tiên "Codename·Lin Hexi"  . Vào ngày 16 tháng 9, các vấn đề sau đã được công bố tại buổi biểu diễn của Đội Z "Codename·Lin Hexi"(Tiếng Trung: 代号•林和西):  Nông Yến Bình được bổ nhiệm làm đội trưởng đầu tiên của Team Z và Long Diệc Thụy là đội phó; đã công bố màn trình diễn ban đầu của Team Z "Hàm lượng giác" đã chính thức ra mắt. Vào ngày 23 tháng 9, EP thứ tư " SAY NO "  đã được phát hành.
- Vào ngày 1 tháng 10, các thành viên thế hệ thứ ba đã tổ chức buổi ra mắt "Dự án nghiên cứu thần tượng" và công bố 13 thành viên thế hệ thứ ba tại buổi ra mắt  . Vào ngày 30 tháng 10, GNZ48 và China Merchants Bank đã cùng nhau phát hành thẻ tiết kiệm thần tượng độc quyền của Vòng chung kết mức độ phổ biến hàng năm của thần tượng GNZ48 TOP3 các thành viên Lưu Lực Phi, Tạ Lôi Lôi và Trịnh Đan Ny.
- Vào ngày 23 tháng 11, các vấn đề sau đã được công bố tại buổi biểu diễn "Dự án nghiên cứu thần tượng" của các sinh viên dự bị: 6 thành viên nhiệm kỳ thứ tư đã được công bố; các sinh viên dự bị Tất Thụy San, Hà Mộng Dao, Lương Uyển Lâm và Dư Chỉ Viện đã được thăng cấp thành thành viên Team Z , và chương trình khuyến mãi đã chính thức kết thúc vào ngày 31 tháng 12.
- Vào ngày 3 tháng 12, GNZ48 đã hợp tác với SNH48, BEJ48, SHY48 và CKG48 để bắt đầu tuyển sinh sinh viên giai đoạn 10 SNH48, sinh viên giai đoạn 5 BEJ48, sinh viên giai đoạn 5 GNZ48, sinh viên giai đoạn 5 SHY48 và sinh viên giai đoạn 3 CKG48. 28  . Vào ngày 24 tháng 12, cùng với nhóm SNH48, đã phát hành EP thứ năm " Lễ hội ngọt ngào ".

### 2018
- Vào ngày 12 tháng 1, Đội Z đã tổ chức buổi biểu diễn đầu tiên của "Hàm lượng giác". Vào ngày 28 tháng 3, họ cùng với SNH48 Group đã phát hành EP thứ 6 " Holding Tightly ".
- Vào ngày 2 tháng 4, cuộc thi Ma sói Killing Marathon đã được tổ chức trên ứng dụng giết người sói độc quyền của Tập đoàn SNH48 "48 Werewolf Killing". Từ ngày 6 đến ngày 8 tháng 4, cuốn sách ảnh kỷ niệm hai năm thành lập GNZ48 "What You Don't Know..." đã được phát hành, đây cũng là cuốn sách ảnh đầu tiên của GNZ48. Từ ngày 27 đến ngày 30 tháng 4, cùng với BEJ48, cuộc thi Marathon Sát thủ người sói quy mô lớn "Wolfman Killer" đã được tổ chức trong APP "48 Werewolf Killer" độc quyền của Tập đoàn SNH48. Hơn 100 thành viên thay phiên nhau tiến hành 48 trận đấu marathon Các trận đấu trực tiếp.
- Vào ngày 29 tháng 4, các hạng mục sau đã được công bố tại buổi biểu diễn kỷ niệm 2 năm thành lập nhà hát:  đã công bố MVP nhà hát hàng năm 2017-2018 của GNZ48 Star Dream Theater, với thành viên Tạ Lôi Lôi (TeamG), Trịnh Đan Ny(Team NIII) và Long Diệc Thụy (Team Z).
- Thông báo 6 thành viên nhiệm kỳ năm;  Học sinh tập sự Hoàng Sở Nhân được thăng cấp thành viên Team G, học sinh dự bị Ngô Vũ Phi được thăng cấp thành viên Team NIII, học sinh dự bị Diệp Hiểu Mộng được thăng cấp Team Z, và vào ngày 1 tháng 6. Việc nâng cấp  , "Fiona.N" của Team NIII, "Mia.N" của Team Z.
- Vào ngày 14 tháng 5, nhà điều hành đã đưa ra thông báo rằng Chu Di Hân (Team G), đã vi phạm nghiêm trọng các quy tắc và quyết định hạ cấp cô ấy xuống học sinh dự bị. *Ngày 17 tháng 6, tuyển sinh khóa 6.
- Vào ngày 6 tháng 7, Team NIII đã tổ chức buổi biểu diễn đầu tiên của "Fiona.N". Vào ngày 8 tháng 7, sau khi công bố báo cáo giữa kỳ của cuộc Tổng tuyển cử lần thứ 5 về màn trình diễn "Thần tượng hai mặt" của Team G, các vấn đề sau đã được công bố: Chu Di Hân một sinh viên dự bị, đã được thăng cấp thành thành viên của Team G, và chương trình khuyến mãi đã chính thức hoàn thành vào ngày 10 tháng 8.
- Vào ngày 5 tháng 10, tại buổi biểu diễn đặc biệt hàng năm của "Dự án nghiên cứu thần tượng" dành cho học sinh dự bị, các vấn đề sau đã được công bố: 4 thành viên của học sinh khóa sáu đã được công bố; , sẽ được thực hiện từ ngày 1 tháng 12. Sau khi kết thúc mỗi mùa giải Các thành viên chính thức có kế hoạch giới thiệu một hệ thống hạ cấp xếp hạng cùng một lúc; các sinh viên dự bị Phù Băng Băng, La Khả Gia, Lâm Chi và Từ Giai Âm đã được nâng cấp thành thành viên Đội G và việc nâng cấp đã chính thức hoàn thành vào ngày 26 tháng 10.
- Vào ngày 6 tháng 10, các thành viên GNZ48 TOP16 đã tổ chức chuyến lưu diễn "PVC Sisters Love" tại Thế giới Viêng Chăn Thâm Quyến.

### 2019
- Vào ngày 19 tháng 1 năm 2019, GNZ48 đã hợp tác với SNH48 và BEJ48 để bắt đầu tuyển dụng sinh viên thế hệ thứ mười hai của SNH48, sinh viên thế hệ thứ bảy của BEJ48, sinh viên thế hệ thứ bảy của GNZ48 và thực tập sinh nước ngoài của Nhóm SNH48.
- Vào ngày 29 tháng 3, EP thứ 8 " HERO " đã được phát hành.
- Từ ngày 1 đến ngày 4 tháng 5, GNZ48 đã tổ chức chuỗi hoạt động "Tuần lễ hội hóa trang kỷ niệm 3 năm GNZ48" và thông báo như sau: Team G, Team NIII và Team Z lần lượt tổ chức "Tuần lễ hội hóa trang lần thứ 18" vào ngày 1, 2 và 3 tháng 5 "Khoảnh khắc tỏa sáng" được công chiếu; Thành viên Trương Hân của Team HII SNH48 cũng từng là Team NIII;  Hoàng Sở Nhân được bổ nhiệm làm đội phó thứ hai của Team G;  Tạ Lôi Lôi (Team G), Trịnh Đan Ny(Team NIII), và Dương Viện Viện (Team Z) đã giành được MVP của GNZ48 Star Dream Theater 2018-2019.
- Vào ngày 25 tháng 5, GNZ48 đã hợp tác với SNH48 và BEJ48 để bắt đầu tuyển dụng sinh viên thế hệ thứ mười ba của SNH48, sinh viên thế hệ thứ tám của BEJ48, sinh viên thế hệ thứ tám của GNZ48 và thực tập sinh nước ngoài của Nhóm SNH48.
- Vào ngày 5 tháng 7, Team G đã tổ chức buổi biểu diễn ra mắt "Victoria.G". Vào ngày 15 tháng 9, các vấn đề sau đã được công bố tại buổi biểu diễn "Mười tám khoảnh khắc tỏa sáng" của Team NIII: Thông báo về Ngô Tư Kỳi, thành viên thế hệ thứ bảy; IDOLS Ft Sperlin đã đạt được tư cách diễn xuất của TeamZ; thực tập sinh nước ngoài Từ Giai Âm trở lại GNZ48 và gia nhập Team NIII .
- Vào ngày 16 tháng 10, nhà điều hành đã đưa ra thông báo rằng do Tôn Hinh (Team NIII), vi phạm nghiêm trọng các quy tắc, họ đã quyết định đình chỉ buổi biểu diễn của nhà hát vô thời hạn kể từ bây giờ và ngừng mọi hoạt động sắp xếp công việc Vào ngày 26 tháng 10, tại buổi biểu diễn "hàm lượng giác" của Team Z, hai thành viên thế hệ thứ bảy, Lưu Quả và Mã Hân Nguyệt đã được công bố.
- Vào ngày 11 tháng 11, GNZ48 đã hợp tác với SNH48 và BEJ48 để bắt đầu tuyển sinh viên thứ 14 của SNH48, sinh viên thứ 9 của BEJ48 và sinh viên thứ 9 của GNZ48

### 2020
- Vào ngày 1 tháng 1 năm 2020, tại buổi biểu diễn chung "Call 3001" của cả nhóm, các vấn đề sau đã được công bố  :Mạc Hân thành viên của thế hệ thứ 7 đã được công bố; IDOLS Ft Vương Tử đã đạt được tư cách diễn xuất của Team Z; IDOLS Ft Sperling Nâng cấp lên Team Z.
- Vào ngày 12 tháng 2, nhà điều hành đã đưa ra thông báo rằng do các thành viên Team NIII Đường Lỵ Giai và Tả Tịnh Viện vi phạm nghiêm trọng , họ đã quyết định hạ cấp họ xuống thành viên không được liệt kê. Ngoài ra, Tả Tịnh Viện đã bị trừng phạt bằng cách đình chỉ mọi công việc của cô ấy vô thời hạn.
- Vào ngày 8 tháng 4, Siba Media đã thông báo rằng SNH48 Group sẽ cử 7 thành viên tham gia chương trình tìm kiếm tài năng nhóm nhạc nữ " Creation Camp 2020 " do Tencent Video sản xuất , bao gồm cả thành viên GNZ48 Trần Kha.
- Vào ngày 5 tháng 5, tại đêm chung kết của buổi biểu diễn trực tuyến "Guang·You Love Me·Ba" và buổi biểu diễn chung của cả nhóm nhân kỷ niệm 4 năm, MVP sân khấu thường niên 2019-2020 của GNZ48 Star Dream Theater đã được công bố. Thành viên Lương Kiều(Team G) và Lô Tĩnh (Team NIII) và Dương Viện Viện (Team Z) đã nhận được. Vào ngày 13 tháng 5, Siba Media đã thông báo rằng Nhóm SNH48 sẽ cử 16 thành viên tham gia chương trình cạnh tranh nhóm nhạc thần tượng " Hot Us " do Tencent Video sản xuất , bao gồm các thành viên GNZ48 Lưu Lực Phi, Trịnh Đan Ny và Trương Quỳnh Dư.
- Vào ngày 13 tháng 6, các vấn đề sau đã được công bố tại đêm chung kết của buổi biểu diễn trực tuyến "Summer Solstice" và lễ ra mắt Cuộc tuyển chọn thần tượng nổi tiếng hàng năm lần thứ 7 của NHÓM SNH48: Trên cơ sở giữ lại ba đội của Team G, Team NIII và Team Z, Đồng thời triển khai hệ thống hạng thành tích, đồng thời bổ sung "Lớp 4"  và "Lớp 8". Tất cả thành viên chính thức và học sinh dự bị của GNZ48 sẽ được phân công lại để tham gia hai hạng. Trong tương lai , GNZ48 sẽ được chia thành các đội hoặc lớp  3 thành viên Thạch Trúc Quân, Dương Nhược Tích và Trương Thư Vũ là thành viên của giai đoạn thứ tám.
- Vào ngày 25 tháng 6, Lớp 4 đã tổ chức buổi biểu diễn ra mắt "Đợi 4 (四)"  . Vào ngày 26 tháng 6, Lớp 8 đã tổ chức buổi biểu diễn ra mắt "Không giới hạn ♾ (8)".
- Vào ngày 15 tháng 8, GNZ48 đã hợp tác với SNH48 và BEJ48 để bắt đầu tuyển sinh sinh viên thứ 15 của SNH48, sinh viên thứ 10 của BEJ48 và sinh viên thứ 10 của GNZ48  . Vào ngày 6 tháng 9, nhà điều hành đã thông báo rằng thành viên không có trong danh sách Tả Tịnh Viện đã tiếp tục trở thành thành viên chính thức của mình và gia nhập Team NIII.
- Vào ngày 1 tháng 10, các vấn đề sau đã được công bố tại buổi biểu diễn chung của cả nhóm  : Thông báo về hai thành viên thế hệ thứ tám Lữ Man Phi và Tạ Tuệ Tiên; IDOLS Ft Cao Úy Nhiên và IDOLS Ft Tằng Giai đã đạt được tư cách diễn xuất của GNZ48 ; thông báo sẽ thực hiện đợt tái tổ chức đầu tiên của nhóm và công bố kế hoạch tái tổ chức thần tượng trong thời gian hai tháng. Trong thời gian này, việc theo dõi và quay phim sẽ được thực hiện để hiển thị toàn cảnh quá trình hình thành đội mới, đội mới sẽ hoàn thành việc tổ chức lại đội cuối cùng thông qua các liên kết khác nhau như bầu chọn đội trưởng, tuyển thủ và 4 tuần của cuộc thi biểu diễn. Đồng thời, tham gia cơ chế tham gia của người hâm mộ; thông báo rằng các thành viên chưa niêm yết Lưu Quả, Ngô Tư Kỳ, Mạc Hân, Thạch Trúc Quân, Dương Nhược Tích, Trương Thư Vũ, những người đã thể hiện xuất sắc kể từ khi ra mắt và đủ điều kiện để thăng hạng, sẽ cùng nhau tham gia vào kế hoạch tái tổ chức thần tượng, vào cuối năm Buổi biểu diễn "Chiakiraku" của đội ban đầu sẽ được tổ chức.
- Vào ngày 15 tháng 11, sau màn trình diễn "Thành lập một nhóm cô đơn, một linh hồn, Kêu gọi bạn bùng nổ 3002", các vấn đề sau đã được công bố: Các thành viên không công khai Lưu Quả, Ngô Tư Kỳ, Mạc Hân, Thạch Trúc Quân, Dương Nhược Tích đã được thăng cấp thành thành viên Team NIII. Các thành viên không được liệt kê Mã Hân Nguyệt, Trương Thư Vũ và Đường Lỵ Giai đã được thăng cấp thành thành viên Team Z; La Hàn Nguyệt vẫn là đội trưởng của Team G, Hoàng Sở Nhân đã từ chức đội phó của Team G và đội phó sẽ được xác định .Lưu Lực Phi và Lưu Thiến Thiến lần lượt từ chức đội trưởng và đội phó của Team NIII, Ngô Vũ Phi đảm nhận băng đội trưởng và đội phó sẽ được xác định, Nông Yến Bình từ chức đội trưởng của Team Z và Long Diệc Thụy đảm nhận vị trí đội trưởng. phó đội trưởng để được xác định.
- Vào ngày 30 tháng 12, nhà điều hành thông báo rằng Tạ Lôi Lôi, thành viên của Đội G, đã vi phạm nghiêm trọng các quy tắc và quyết định hủy tư cách thành viên chính thức của cô ấy trong GNZ48. Ngoài ra, Tạ Lôi Lôi còn bị phạt đình chỉ mọi công việc sắp xếp ngoại trừ những công việc đã được sắp xếp

### 2021
- Vào ngày 1 tháng 1 năm 2021, trong "Get Out!" Các hạng mục sau đã được công bố tại buổi biểu diễn đặc biệt năm 2020: thông báo về 5 thành viên nhiệm kỳ thứ chín  ; IDOLS Ft Tằng Giai được thăng cấp lên Team NIII, và IDOLS Ft Cao Úy Nhiên và Vương Tử được thăng cấp lên Team Z.
- Vào ngày 16 tháng 1, GNZ48 đã hợp tác với SNH48 và BEJ48 để bắt đầu tuyển sinh viên thứ 16 của SNH48, sinh viên thứ 11 của BEJ48 và sinh viên thứ 11 của GNZ48  .
- Vào ngày 6 tháng 2, nhà điều hành đã công bố kết quả cuối cùng của "Kế hoạch tổ chức lại thần tượng" GNZ48 năm 2020, bao gồm danh sách đội cuối cùng và đội chiến thắng cuối cùng. Đội chiến thắng cuối cùng là Đội G [63  . Cùng ngày, sau buổi biểu diễn chung "Bye Early Years", Tạ Lôi Lôi, một thành viên không có tên trong danh sách, đã công khai xin lỗi người hâm mộ vì những vi phạm nghiêm trọng trước đó trước lối vào của GNZ48 Star Dream Theater[64  .
- Vào ngày 3 tháng 5, các vấn đề sau đã được công bố tại buổi biểu diễn chung kỷ niệm 5 năm của cả nhóm: sinh viên dự bị Giang Vũ Hàng và Lữ Man Phi được thăng cấp thành thành viên của Team NIII; thông báo rằng 3 thành viên nhiệm kỳ thứ mười và IDOLS Ft  Trương Ấu Ninh đã đủ điều kiện để hoạt động với tư cách là GNZ48  ; Công bố Giải thưởng Cá nhân được yêu thích nhất năm 2021, trong đó các giải vàng, bạc và đồng thuộc về thành viên Chu Di Hân( Team G), Trần Kha (Team G), Trương Quỳnh Dư(Team G), Ngô Vũ Phi(Team NIII), Trương Hân (Team NIII) và Phương Kỳ (Team Z) đạt.
- Vào ngày 6 tháng 8, chương trình tạp kỹ tìm kiếm tài năng nhóm nhạc nữ " Girls Planet 999 " do Mnet sản xuất đã công chiếu. Nhóm SNH48 cử 4 thành viên tham gia, trong đó có thành viên GNZ48 Lương Kiều (Team G) và Lương Kiều (Team Z).
- Vào ngày 7 tháng 8, GNZ48 đã hợp tác với SNH48, BEJ48 và CKG48 để bắt đầu tuyển sinh sinh viên giai đoạn 17 của SNH48, sinh viên giai đoạn 12 của BEJ48, sinh viên giai đoạn 12 của GNZ48 và sinh viên giai đoạn 5 của CKG48.
- Vào ngày 12 tháng 8, người điều hành thông báo rằng học viên tập sự Tả Tịnh Viện đã tiếp tục trở thành thành viên đầy đủ của mình và gia nhập Team NIII  .
- Vào ngày 27 tháng 9, nhà điều hành đã đưa ra thông báo rằng do hành vi của thành viên tập sự Trịnh Dịch Văn đã vi phạm nghiêm trọng trật tự và đạo đức nên đã quyết định hủy tư cách thành viên tập sự GNZ48 của cô ấy và trục xuất cô ấy khỏi nhóm .
- Vào ngày 12 tháng 10, nhà điều hành đã đưa ra thông báo nói rằng Trần Giai Oánh (Team G), đã vi phạm nghiêm trọng các quy tắc khi đồng tổ chức trên nền tảng phát sóng trực tiếp của bên thứ ba mà không được phép, và quyết định hạ cấp cô ấy xuống học sinh dự bị. Các vấn đề sau đã được công bố :La Hàn Nguyệt từ chức đội trưởng của Team G và Hoàng Sở Nhân tiếp quản. La Khả Gia được bổ nhiệm làm đội phó thứ ba của Team G; Ngô Vũ Phi vẫn là đội trưởng của Team NIII, Lưu Lực Phi được bổ nhiệm làm đội phó thứ hai của Team NIII; Long Diệc Thụy vẫn là đội trưởng của Team Z, Mã Hân Nguyệt được bổ nhiệm làm đội phó thứ hai của Team Z. Trần Hoằng Vũ một sinh viên dự bị, đã được thăng cấp thành thành viên của Team G.
- Vào ngày 25 tháng 12, tại buổi biểu diễn đầy đủ sang trọng của "Chủ đề Giáng sinh Wan", bốn thành viên của nhiệm kỳ thứ 11 đã được công bố.
- Vào ngày 31 tháng 12, tại buổi biểu diễn đặc biệt đêm giao thừa, có thông báo rằng Trương Ấu Ninh, thành viên của CKG48, sẽ chuyển đến GNZ48 Team Z, và Châu Bồi Khê, một sinh viên dự bị, sẽ được thăng cấp thành thành viên của Team Z.

### 2022
- Vào ngày 23 tháng 1 năm 2022, tại buổi biểu diễn "Tạm biệt năm Kỷ Sửu", MVP Nhà hát năm 2020-2021 của GNZ48 Star Dream Theater đã được công bố, và Chu Di Hân (Team G), Trịnh Đan Ny (Team NIII) Zheng Danni và Đường Lỵ Giai (Team Z) thắng.
- Vào ngày 22 tháng 2, nhà điều hành đã đưa ra một thông báo nói rằng Tả Tịnh Viện, một thành viên của Team NIII, đã vi phạm nghiêm trọng các quy tắc và quyết định thu hồi tư cách thành viên chính thức của GNZ48.
- Vào ngày 11 tháng 3, GNZ48 đã hợp tác với SNH48, BEJ48 và CKG48 để bắt đầu tuyển sinh sinh viên thứ 18 của SNH48, sinh viên thứ 13 của BEJ48, sinh viên thứ 13 của GNZ48 và sinh viên thứ 6 của CKG48.
- Vào ngày 19 tháng 4, nhà điều hành đã đưa ra thông báo rằng do vi phạm nghiêm trọng của các thành viên Đội G Tằng Ngải Giai và Chu Di Hân, họ đã quyết định hạ cấp họ xuống học sinh dự bị.
- Vào ngày 30 tháng 4, Team Z đã tổ chức buổi biểu diễn đầu tiên của "TEAM Z They Don't Know".
- Vào ngày 1 tháng 5, Team G đã tổ chức buổi biểu diễn đầu tiên của "TEAM G They Don't Know".
- Vào ngày 2 tháng 5, Đội NIII đã tổ chức buổi biểu diễn đầu tiên của "TEAM NIII They Don't Know".
- Vào ngày 4 tháng 5, tại buổi biểu diễn đặc biệt của Trò chơi Mẫu giáo lần thứ 2, 2 thành viên năm thứ mười hai đã được công bố.
- Vào ngày 21 tháng 5, Buổi hòa nhạc tri ân GNZ48 "You Are My Starlight" và Buổi hòa nhạc kỷ niệm 6 năm "Us They Don't Know" đã được tổ chức tại Nhà tưởng niệm Tôn Trung Sơn ở Quảng Châu.
- Vào ngày 21 tháng 7, nhà điều hành đã thông báo rằng do vi phạm nghiêm trọng các quy tắc, Trương Thư Vũ thành viên của Team Z, đã quyết định hạ cấp anh ta xuống học sinh dự bị.
- Vào ngày 20 tháng 8, GNZ48 đã hợp tác với SNH48, BEJ48 và CKG48 để bắt đầu tuyển sinh các học viên khóa SNH48 thứ 19, BEJ48 thứ 14, GNZ48 thứ 14 và CKG48 thứ 7.
- Vào ngày 23 tháng 8, người điều hành đã thông báo rằng các sinh viên dự bị Tằng Ngải Giai và Chu Di Hân đã tiếp tục trở thành thành viên chính thức của họ và lần lượt gia nhập Team G và Team NIII.
- Vào ngày 25 tháng 12, tại buổi biểu diễn "Dream Endeavour Project-To Every Sleepless Night/Tay trong tay với bầu trời đầy sao", 20 thành viên của thế hệ thứ mười ba đã được công bố.

### 2023
- Vào ngày 15 tháng 1 năm 2023, các hạng mục sau đã được công bố tại buổi biểu diễn chung "NICE Rabbit MEET YOU"  : Tổ chức lại toàn bộ nhóm. Các sinh viên tiềm năng Lâm Ân Đồng và Lưu Hân Viện được thăng cấp lên Team G; các sinh viên dự bị Hoàng Nhữ Đồng, Lục Tĩnh Đình và Vương Ngữ Thần được thăng lên Team NIII; sinh viên dự bị Trương Thư Vũ được thăng lên Đội Z; các thành viên IDOLS Ft Thạch Trúc Quân và Tạ Phi Phi chuyển đến Team NIII và lần lượt là Z; Đội trưởng và đội phó hiện tại của mỗi đội sẽ từ chức ngay lập tức.
- Vào ngày 17 tháng 1, nhà điều hành đã đưa ra thông báo rằng Giang Vũ Hàng (Team NIII), đã vi phạm nghiêm trọng các quy tắc và quyết định hạ cấp anh ta xuống học sinh dự bị.
- Vào ngày 25 tháng 2, GNZ48 đã hợp tác với SNH48, BEJ48, CKG48 và CGT48 để bắt đầu tuyển dụng SNH48 thứ 19, BEJ48 thứ 15, GNZ48 thứ 15, CKG48 thứ 8 và CGT48 thứ nhất.
- Vào ngày 15 tháng 4, Team G và Team Z đã lần lượt tổ chức buổi biểu diễn đầu tiên "Departure: TEAM G" và "Departure: TEAM Z".
- Vào ngày 16 tháng 4, Team NIII đã tổ chức buổi biểu diễn đầu tiên của "Departure: TEAM NIII".
- Vào ngày 7 tháng 5, buổi ra mắt "Dự án nghiên cứu thần tượng-Mỗi đêm không ngủ đều tay trong tay với bạn" đã được tổ chức, đồng thời, ba thành viên khóa 14 đã được công bố tại buổi ra mắt.
- Vào ngày 30 tháng 6, nhà điều hành đã đưa ra thông báo rằng Trần Hoằng Vũ (Team G), đã vi phạm nghiêm trọng các quy tắc và quyết định hủy tư cách thành viên chính thức của anh ấy
- Vào ngày 5 tháng 8, tại Buổi hòa nhạc thường niên của SNH48 năm 2023 và Buổi hòa nhạc sách các đội trưởng mới đã được công bố, cụ thể là: Thành viên Đội G Dương Nhược Tích, Thành viên Đội NIII Lô Tĩnh và Thành viên Đội Z Long Diệc Thụy . Cùng ngày, GNZ48 hợp tác với SNH48, BEJ48, CKG48 và CGT48 để bắt đầu tuyển sinh sinh viên năm thứ hai mươi của SNH48, sinh viên năm thứ mười sáu của BEJ48, sinh viên năm thứ mười sáu của GNZ48, sinh viên năm thứ chín của CKG48 và sinh viên năm thứ hai của CGT48.

### 2024
- Vào ngày 24 tháng 2 năm 2024, các hạng mục sau đã được công bố tại buổi biểu diễn chung "Lễ hội đèn lồng My Ling Ngày lễ tình nhân"  : Tổ chức lại toàn bộ nhóm. Các sinh viên tiềm năng Trần Thục Ngọc và Lâm Dịch Hi được thăng cấp lên Team G;  Sinh viên dự bị Hạng Vũ Tịnh được thăng lên Team NIII; sinh viên dự bị Trình Qua và Trần San Linh  được thăng lên Đội Z.

## Team G
- Màu Đại Diện Là Xanh lá

- Có 18 Thành Viên Chính
- Đội Trưởng: Trống  .Đội Phó : Lâm Ân Đồng

| Nghệ Danh                             | Nghệ Danh           | Tên Thật         | Tên Thật | Tên Thật      | Ngày Sinh                  | Quê Quán    | Thế Hệ  | Class | Tên Fa                                                                | Màu Tiếp Ứng | Ghi Chú                 |
| Hán Việt                              | Bản Ngữ             | Hán Việt         | Bản Ngữ  | Latin         | Ngày Sinh                  | Quê Quán    | Thế Hệ  | Class | Tên Fa                                                                | Màu Tiếp Ứng | Ghi Chú                 |
| ------------------------------------- | ------------------- | ---------------- | -------- | ------------- | -------------------------- | ----------- | ------- | ----- | --------------------------------------------------------------------- | ------------ | ----------------------- |
| Nako Viện Viện Quyển Quyển            | 媛媛 圈圈           | Bạch Giai Viện   | 白佳媛   | Bai JiaYuan   | 14 tháng 6,2006 (18 tuổi)  | Phúc kiến   | 17th    |       |                                                                       |              |                         |
| Thục Ngọc Ân Hạ Hạ Hạ                 | 淑钰 恩夏 夏夏      | Trần Thục Ngọc   | 陈淑钰   | Chen ShuYu    | 23 tháng 2, 2006           | Quảng Đông  | 13th    |       | Ngọc Tử Thiêu (钰子烧 - YuZiShao)                                     | Vàng         |                         |
| BuBu Băng Băng                        | 冰冰                | Phù Băng Băng    | 符冰冰   | Fu BingBing   | 21 tháng 8, 2000 (24 tuổi) |             | 3rd     | 8     | Băng Băng Bối (冰冰贝 - BingBingBei)                                  | Hồng         |                         |
| Tiểu Phiên Gia                        | 小番茄              | Phương Kỳ        | 方琪     | Fang Qi       | 12 tháng 6, 1999           | Giang Tây   | CKG 3rd | 4     | Phiên Gia Thôi (番茄推 - FanQieTui)                                   | Đỏ           |                         |
| Nãi Hoàng Bao Ương Ương               | 奶黄包 央央         | Hoàng Sở Nhân    | 黄楚茵   | Huang ChuYin  | 20 tháng 1, 2000           | Quảng Đông  | 3rd     | 4     |                                                                       | Vàng         |                         |
| 77, Vân Yên Thanh Tử                  | 云烟清子            | Hoàng Tuyên Khởi | 黄宣绮   | Huang XuanQi  | 10 tháng 9, 2004           | Tứ Xuyên    | 9th     |       | Mai Phi Hành Khởi (枚飞行绮 - MeiFeiXingQi)                           | Xanh Lam     | Thành Viên BEJ48 Team B |
| Lâm Ân Ân Đồng                        | 林恩 恩同           | Lâm Ân Đồng      | 林恩同   | Lin EnTong    | 30 tháng 6, 2006           | Quảng Đông  | 11th    | 4     | Đả Khí Đồng (打气筒 - DaQiTong)                                       | Xanh Lam     | Đội Phó                 |
| Đại Kiều                              | 大乔                | Lương Kiều       | 梁娇     | Liang Jiao    | 1 tháng 11, 2003           | Tứ Xuyên    | 5th     | 4     | Lương Phấn (凉粉 - LiangFen)                                          | Xanh Lam     |                         |
| Mông Mông Lâm Mông Ninh Mông          | 朦朦 林朦 柠檬      | Lâm Gia Nghị     | 林家谊   | Lin JiaYi     | 7 tháng 9, 2008 (15 tuổi)  | Hồng Kông   | 15th    |       |                                                                       | Hồng         |                         |
| Tiểu Lôi Tiểu Nghiên Rainy            | 小雷 小妍           | Lôi Thụy Nghiên  | 雷瑞妍   | Lei RuiYan    | 8 tháng 4,2006 (18 tuổi)   | Hồ Nam      | 17th    |       |                                                                       |              |                         |
| Tiểu Hạnh                             | 小杏                | Lưu Hân Viện     | 刘欣媛   | Liu XinYuan   | 17 tháng 11, 2004          | Trùng Khánh | 13th    |       | Tiểu Hạnh Nhân (小杏仁 - XiaoXingRen)                                 | Vàng         |                         |
| Hi Hi Dịch Hi Trực Trực Nguyễn Nguyễn | 希希 奕希 直直 阮阮 | Lâm Dịch Hi      | 林奕希   | Lin YiXi      | 9 tháng 8, 2004            | Quảng Tây   | 13th    |       | Tây Mễ Lộ (西米露 - XiMiLu)                                           | Trắng        |                         |
| Quả Quả                               | 果果                | Đường Quả        | 唐果     | Tang Guo      | 1 tháng 1,2009 (15 tuổi)   | Hồ Nam      | 17th    |       |                                                                       |              |                         |
| Vô Ngữ Phi Tiểu Phi                   | 无语飞              | Ngô Vũ Phi       | 吴羽霏   | Wu YuFei      | 28 tháng 7, 2000           | Phúc Kiến   | 3rd     | 4     | Tra Tra (渣渣 - ZhaZha)                                               | Xanh Lam     |                         |
| Tiểu Vương Tử                         | 小王子              | Vương Tỷ Hâm     | 王秭歆   | Wang ZiXin    | 3 tháng 10, 2000           | Hồ Nam      | 1st     | 8     | Kirby của Hâm (歆之卡比 - XinZhiKaBi)                                 | Hồng         |                         |
| Dương Đà                              | 羊驼                | Dương Khả Lộ     | 杨可璐   | Yang KeLu     | 10 tháng 8, 1999           | Vũ Hán      | 1st     | 8     | Người chăn cừu (饲羊员 - SiYangYuan)                                  | Xanh Lam     |                         |
| Thẩm Tổng Sư Tử Ngải Thụy Sư          | Mie 狮子 艾瑞狮     | Tằng Ngải Giai   | 曾艾佳   | Zeng AiJia    | 11 tháng 7, 1995           | Tứ Xuyên    | SNH 5th | 8     | Giai Thôi / Tiểu Bất Điểm (佳属 - JiaShu) / (小不点儿 - XiaoBuDianEr) | Đỏ           |                         |
| Soso Rinako                           |                     | Trương Quỳnh Dư  | 张琼予   | Zhang QiongYu | 21 tháng 1, 1997           | Chiết Giang | SNH 6th | 8     | Kinh Thần Tiểu Hỏa (鲸神小火 - JingShenXiaoHuo)                       | Xanh Lam     | DEMOON                  |

## Team NIII
- Màu Đại Diện Là Màu Vàng
- Có 19 Thành Viên Chính
- Đội Trưởng:  Hạng Vũ Tịnh . Đội Phó: Thạch Trúc Quân

| Nghệ Danh                       | Nghệ Danh        | Tên Thật             | Tên Thật | Tên Thật       | Ngày Sinh                  | Quê Quán       | Thế Hệ  | Class | Tên Fandom                                           | Màu Tiếp Ứng | Ghi Chú                   |
| Hán Việt                        | Bản Ngữ          | Hán Việt             | Bản Ngữ  | Latin          | Ngày Sinh                  |                | Thế Hệ  | Class | Tên Fandom                                           | Màu Tiếp Ứng | Ghi Chú                   |
| ------------------------------- | ---------------- | -------------------- | -------- | -------------- | -------------------------- | -------------- | ------- | ----- | ---------------------------------------------------- | ------------ | ------------------------- |
| Nako Viện Viện Quyển Quyển oo   | 媛媛 圈圈        | Bạch Giai Viện       | 白佳媛   | Bai JiaYuan    | 14 tháng 6,2006 (18 tuổi)  | Phúc kiến      | 17th    |       |                                                      |              |                           |
| Nãi Cái                         | 奶盖             | Hồng Tĩnh Văn        | 洪静雯   | Hong JingWen   | 14 tháng 10, 1996          | Hải Nam        | SNH 6th | 8     | Tiểu Hoàng Kim / Au / Cái Ma (小黄金 - XiaoHuangJin) | Tím          |                           |
| Tiểu Đồng Vu Đầu                | 小彤 芋头        | Hoàng Nhữ Đồng       | 黄汝彤   | Huang RuTong   | 26 tháng 1, 2002           | Ma Cao         | 11th    | 4     |                                                      | Vàng         |                           |
| Tĩnh Đình Lộ Kính Thanh Đình    | 靖婷 路径 蜻蜓   | Lục Tĩnh Đình        | 陆靖婷   | Lu JingTing    | 10 tháng 7, 2002           | Quảng Đông     | 12th    |       | Trúc Thanh Đình (竹蜻蜓 - ZhuQingTing)               | Xanh Lam     |                           |
| Miffy Mễ Phi Phi Phi Daddy      | 米菲             | Lưu Lực Phi          | 刘力菲   | Liu LiFei      | 30 tháng 10, 1995          | Tứ Xuyên       | SNH 6th | 4     | Qua Oa Tử (瓜娃子 - GuaWaZi)                         | Xanh Lá      |                           |
| 47 Cáp Sỹ Kỳ Tiểu Lư            | 哈士奇 小驴      | Lữ Tư Kỳ             | 呂思琪   | Lv SiQi        | 28 tháng 11 năm 1999       | Hắc Long Giang | 9th     |       |                                                      |              |                           |
| Thố thố                         | 兔兔             | Lý Vịnh Vi           | 李咏薇   | Li YongWei     | 26 tháng 1,2003 (21 tuổi)  | Hồ Nam         | 16th    |       |                                                      |              |                           |
| Thập Trúc Quân Quân ca ca       | 十竹 君君哥哥    | Thạch Trúc Quân      | 石竹君   | Shi ZhuJun     | 25 tháng 12,1999 (24 tuổi) | Hồ Nam         | 8th     |       | Duẩn Nhân (笋人 - SunRen)                            | Vàng         |                           |
| Sĩ Lực Giá Liga Olivia          | 士力架           | Đường Lỵ Giai        | 唐莉佳   | Tang LiJia     | 18 tháng 1, 1996           | Tứ Xuyên       | SNH 6th | 4     | Tiểu Đường Nhân (小糖人 - XiaoTangRen)               | Cam          |                           |
| Lỗ Lỗ Tỷ Khuẩn Khuẩn Bánh Bao   | 噜噜比 菌菌 包子 | Vương Quân           | 王珺     | Wang Jun       | 2 tháng 12, 2004 (19 tuổi) | Hồ Nam         | 15th    |       |                                                      |              |                           |
| Hồ Điệp Phiên Phiên             | 蝴蝶 翩翩        | Vương Khuyết Điệp Vũ | 王阙蝶舞 | Wang QueDieWu  | 20 tháng 4,2004 (20 tuổi)  | Sơn Đông       | 17th    |       |                                                      |              |                           |
| Thần Thần Tráng Tráng Điềm Điềm | 晨晨 壮壮 甜甜   | Vương Ngữ Thần       | 王语晨   | Wang YuChen    | 18 tháng 5, 2002           | Trùng Khánh    | 13th    |       | Điềm Tranh (甜橙 - TianCheng)                        | Xanh Lam     |                           |
| Nguyện Nguyện Koala             | 愿愿             | Hứa Hàm Tịnh         | 许涵婧   | Xu HanJing     | 23 tháng 7,2007 (17 tuổi)  | Giang Tô       | 16th    |       |                                                      |              |                           |
| Nha Nha                         | 牙牙             | Tạ Hiểu Thiến        | 谢晓倩   | Xie XiaoQian   | 3 tháng 4,2002 (22 tuổi)   | An Huy         | 15th    |       |                                                      | Hồng         |                           |
| Trình Trình Tranh Tử            | 程程 橙子        | Hạng Vũ Tịnh         | 项宇婧   | Xiang YuJing   | 9 tháng 7, 2002            | Giang Tây      | 10th    |       | Cá Voi (鲸鱼 - JingYu)                               | Tím          | Đội Trưởng                |
| Bối Bối                         | 贝贝             | Từ Trịnh Tử Huỳnh    | 徐郑子滢 | Xu ChengYiZing | 2 tháng 6,2004 (20 tuổi)   | Chiết Giang    | 17th    |       |                                                      |              |                           |
| Junko Nhuận                     | 润               | Trương Nhuận         | 张润     | Zhang Run      | 15 tháng 11, 2001          | Tứ Xuyên       | 6th     | 4     | Rainbows (Cầu Vồng)                                  | Hồng         |                           |
| Tiểu Cẩn                        | 小瑾             | Triệu Văn Phượng     | 赵文凤   | Zhao WenFeng   | 12 tháng 11 năm 2002       | Hồ Bắc         | 16th    |       |                                                      |              |                           |
| A Hân Tử Thái Kimberley         | 阿昕 紫菜        | Trương Hân           | 张昕     | Zhang Xin      | 19 tháng 10, 1995          | Quảng Đông     | SNH 3rd | 8     | Hân Phạn Đoàn (昕饭团 - XinFanTuan)                  | Đỏ           | Thành viên SNH48 Team HII |

## Team Z
- Màu Đại Diện Là Màu Đào
- Có 17 Thành Viên Chính
- Đội Trưởng: Long Diệc Thụy . Đội Phó: Lương Kiều .

| Nghệ Danh                                        | Nghệ Danh            | Tên Thật        | Tên Thật | Tên Thật      | Ngày Sinh                       | Quê Quán       | Thế Hệ      | Class | Tên Fandom                                    | Màu Tiếp Ứng | Ghi Chú                   |
| Hán Việt                                         | Bản Ngữ              | Hán Việt        | Bản Ngữ  | Latin         | Ngày Sinh                       | Quê Quán       | Thế Hệ      | Class | Tên Fandom                                    | Màu Tiếp Ứng | Ghi Chú                   |
| ------------------------------------------------ | -------------------- | --------------- | -------- | ------------- | ------------------------------- | -------------- | ----------- | ----- | --------------------------------------------- | ------------ | ------------------------- |
| Trình Trình, Bạch Cáp                            | 程程 天蝎座          | Trình Qua       | 程戈     | Cheng Ge      | 27 tháng 10 năm 1997 (26 tuổi)  | Hắc Long Giang | SHY48 gen 3 |       |                                               | Đỏ           |                           |
| 30 Hoàn Tử Tiểu Phì Trư                          | 30、丸子、小肥猪     | Trần San Linh   | 陈珊玲   | Chen ShanLing | 30 tháng 6, 2001                | Quảng Đông     | 14th        |       | Tiểu Tinh Linh (小精灵 - XiaoJingLing)        | Xanh Lá      |                           |
| Tô Bình Tiểu Đặng Tử                             | 酥饼 小邓子          | Đặng Huệ Ân     | 邓惠恩   | Deng HuiEn    | 23 tháng 3, 1998                | Quảng Đông     | 3rd         | 4     |                                               | Xanh Lam     |                           |
| Lãn Dương Dương Gia Bảo Bối Đinh Gia Nhi         | 懒羊羊 欣宝贝 丁欣儿 | Đinh Gia Hân    | 丁嘉欣   | Ding JiaXin   | 24 tháng 4, 2004 (20 tuổi)      | Phúc Kiến      | 15th        |       | Gia Hân (嘉欣 - JiaXin)                       | Vàng         |                           |
| Giao Kiều, Tiểu Mã                               | 焦焦、小马           | Tiêu Nhạc       | 焦玥     | Jiao Yue      | 16 tháng 12,2003 (20 tuổi)      | Giang Tây      | 16th        |       |                                               |              |                           |
| La Lão Sư A Nguyệt Tsuki                         | 罗老师 阿月          | La Hàn Nguyệt   | 罗寒月   | Luo HanYue    | 27 tháng 4, 1996                | Trùng Khánh    | SNH 6th     | 4     | Đơn Thân Bàn Tử (单身胖子-DanShenPangZi)      | Vàng         |                           |
| Tiểu Kiều                                        | 小乔                 | Lương Kiều      | 梁乔     | Liang Qiao    | 1 tháng 11, 2003                | Tứ Xuyên       | 5th         | 4     | Kiều Gia Quân (乔家军 - QiaoJiaJun)           | Hồng         | Đội Phó                   |
| Thụy Tử Long Ca Ca                               | 瑞子龙哥哥           | Long Diệc Thụy  | 龙亦瑞   | Long YiRui    | 2 tháng 10, 1995                | Tứ Xuyên       | 1st         | 8     | Nhụy Thổ Đường (瑞士糖 - RuiShiTang)          | Tím          | Đội Trưởng                |
| 007                                              |                      | Lâm Chi         | 林芝     | Lin Zhi       | 21 tháng 11,1999                | Giang Tây      | 3rd         | 8     | Chi Ma (芝麻 - ZhiMa)                         | Tím          |                           |
| Nguyệt Nguyệt Mã Nguyệt                          | 玥玥 马玥            | Mã Hân Nguyệt   | 马昕玥   | Ma XinYue     | 19 tháng 4, 2004                | Thiểm Tây      | 7th         | 8     |                                               | Tím          |                           |
| Từ Xuẩn Văn Văn                                  | 徐蠢 雯雯            | Từ Sở Văn       | 徐楚雯   | Xu ChuWen     | 26 tháng 10, 1999               | Giang Tây      | CKG 2nd     | 8     | Tiểu Thích Vị (小刺猬 - XiaoCiWei)            | Trắng        |                           |
| Loan Loan                                        | 湾湾                 | Hứa Vịnh Di     | 许泳怡   | Xu YongYi     | 16 tháng 11,2001 (22 tuổi)      | Quảng Đông     | 17th        |       |                                               |              |                           |
| Diệp Tử Soki                                     | 叶子                 | Diệp Thư Kỳ     | 叶舒淇   | Ye ShuQi      | 25 tháng 10, 1999               | Giang Tây      | 6th         | 8     | Gia Tử (椰子 - YeZi)                          | Xanh Bạc Hà  |                           |
| Circle Dương Đạo                                 | 杨导                 | Dương Viện Viện | 杨媛媛   | Yang YuanYuan | 17 tháng 12, 1996               | Tứ Xuyên       | 1st         | 8     | Điềm Điềm Quyển (甜甜圈 - TianTianQuan)       | Xanh Lá      |                           |
| Diệp Ngư Gia Gia Ngư                             | 叶鱼 耶耶鱼          | Diệp Oanh Ngữ   | 叶溁语   | Ye YingYu     | Ngày 30 tháng 10,2002 (21 tuổi) | Quảng Đông     | 13th        |       |                                               | Xanh Lá      |                           |
| Ninh Mông                                        | 柠檬                 | Trương Ấu Ninh  | 张幼柠   | Zhang YouNing | 27 tháng 10, 2001               | Tứ Xuyên       | SHY 1st     | 4     | Bang Chủ Huynh Đệ (帮主兄弟 - BangZhuXiongDi) | Vàng         |                           |
| Chu Chu Tiểu Chu Miên Hoa Đường BonBon.G GG.Bond | 朱朱 小朱 棉花糖     | Chu Di Hân      | 朱怡欣   | Zhu YiXin     | 22 tháng 4, 1998                | Chiết Giang    | 2nd         | 8     | Dưỡng Chu Đại Hộ (养猪大户 - YangZhuDaHu)     | Xanh Lam     | Kiêm nhiệm SNH48 Team NII |

## Dự Bị Sinh
Có 17 Thành Viên
| Nghệ Danh           | Nghệ Danh | Tên Thật          | Tên Thật | Tên Thật     | Ngày Sinh                 | Quê Quán    | Thế Hệ | Class | Tên Fandom | Màu Tiếp Ứng | Ghi Chú |
| Hán Việt            | Bản Ngữ   | Hán Việt          | Bản Ngữ  | Latin        | Ngày Sinh                 | Quê Quán    | Thế Hệ | Class | Tên Fandom | Màu Tiếp Ứng | Ghi Chú |
| ------------------- | --------- | ----------------- | -------- | ------------ | ------------------------- | ----------- | ------ | ----- | ---------- | ------------ | ------- |
| A Điên Vị Tinh      | 啊癫 味精 | Trần Thi Doanh    | 陈诗莹   | Chen ShiYing | 22 tháng 9 năm 2005       | Quảng Đông  | 18th   |       |            |              |         |
| Hedy Lâm Diệc Nhiên | 林亦然、  | Hòa Đan Đan       | 和丹丹   | Hu DanDan    | 13 tháng 1 năm 2003       | Hà Bắc      | 18th   |       |            |              |         |
| Tuyên Tuyên         | 瑄瑄      | Lương Tử Hiên     | 梁子瑄   | Liang ZiXuan | 16 tháng 3,2008 (16 tuổi) | Hà Nam      | 16th   |       |            |              |         |
| oo                  | 汤圆      | Vạn Phương Nguyên | 万芳源   | Wan FangYuan | 28 tháng 10 năm 2006      | Quảng Tây   | 18th   |       |            |              |         |
| Tiểu Dung           | 小容      | Tạ Lâm Dung       | 谢林容   | Xie LinRong  | 6 tháng 2 năm 2007        | Trùng Khánh | 18th   |       |            |              |         |
| Tư Tư               | 思思      | Trương Giai Nghi  | 张佳仪   | Zhang JiaYi  | 16 tháng 6 năm 2009       | Đài Loan    | 18th   |       |            |              |         |
| Nana                |           | Chu Li Na         | 朱丽娜   | Zhu LiNuo    | 18 tháng 3 năm 2005       | Hà Nam      | 18th   |       |            |              |         |

## Tốt nghiệp danh dự của GNZ48
| Tốt nghiệp sinh danh dự SNH48 | Tốt nghiệp sinh danh dự SNH48 | Tốt nghiệp sinh danh dự SNH48 | Tốt nghiệp sinh danh dự SNH48 | Tốt nghiệp sinh danh dự SNH48 | Tốt nghiệp sinh danh dự SNH48 | Tốt nghiệp sinh danh dự SNH48 | Tốt nghiệp sinh danh dự SNH48 | Tốt nghiệp sinh danh dự SNH48 | Tốt nghiệp sinh danh dự SNH48 | Tốt nghiệp sinh danh dự SNH48                      |
| Hán Việt                      | Bản Ngữ                       | Latin                         | Ngày sinh                     | Nơi sinh                      | Gen                           | Nhóm cuối cùng                | Ngày công diễn tốt nghiệp     | Ngày tốt nghiệp               | Ghi chú                       | Tên fandom                                         |
| ----------------------------- | ----------------------------- | ----------------------------- | ----------------------------- | ----------------------------- | ----------------------------- | ----------------------------- | ----------------------------- | ----------------------------- | ----------------------------- | -------------------------------------------------- |
| Trần Kha                      | 陈珂                          | Chen Ke                       | 09/08/1995                    | Hồ Nam                        | SNH 5th                       | Z                             | 23/11/2024                    | 09/08/2024                    |                               | Công Kha Ban / Kha Nhiên Băng (珂燃冰 - KeRanBing) |
| Trần Nam Thiến                | 陈楠茜                        | Chen NanXi                    | 12/06/1995                    | Hà Nam                        | SNH 6th                       | NIII                          | 17/08/2024                    | 12/06/2024                    |                               | Bắc Cực Quang Beijiguang (北极光 - BeiJiGuang)     |
| Lưu Thiến Thiến               | 刘倩倩                        | Liu QianQian                  | 28/11/1994                    | Phúc Kiến                     | SNH 6th                       | NIII                          | 23/11/2024                    | 14/12/2024                    |                               | Thất Tể (七崽 - QiZai)                             |
| Nông Yến Bình                 | 农燕萍                        | Nong YanPing                  | 30/07/1994                    | Quảng Tây                     | 1st                           | Z                             | 31/08/2024                    | 30/07/2024                    |                               | Nãi Đường (奶糖 - NaiTang)                         |
| Lô Tĩnh                       | 卢静                          | Lu Jing                       | 05/11/1994                    | Phúc Kiến                     | SNH48 4th                     | NIII                          | 20/04/2025                    | 20/04/2025                    |                               | Lạt Tiêu Phấn (辣椒粉 - LaJiaoFen)                 |

## Thành Viên Chuyển Đi
| Tên Thật         | Tên Thật  | Tên Thật     | Ngày Sinh                | Quê Quán    | Thế Hệ    | Ngày       | Ghi Chú                    |
| Hán Việt         | Bản Ngữ   | Latin        | Ngày Sinh                | Quê Quán    | Thế Hệ    | Ngày       | Ghi Chú                    |
| Team NIII        | Team NIII | Team NIII    | Team NIII                | Team NIII   | Team NIII | Team NIII  | Team NIII                  |
| ---------------- | --------- | ------------ | ------------------------ | ----------- | --------- | ---------- | -------------------------- |
| Cao Tuyết Dật    | 高雪逸    | Gao XueYi    | 27/10/2000               | Trùng Khánh | 2nd       | 13/05/2021 | Chuyển sang CKG48 Team C   |
| Ngô Tư Kỳ        | 吴思琪    | Wu SiQi      | 30/10/2000               | Tứ Xuyên    | 7th       | 08/11/2021 | Chuyển Sang IDOLS Ft       |
| GNZ48            |           |              |                          |             |           |            |                            |
| Quách Triệu Viện | 郭兆媛    | Guo ZhaoYuan | 07/02/1999               | Hà Bắc      | 13th      | 02/06/2023 | Chuyển Sang CGT48 Team CII |
| Hà Lâm Yên       | 何林燕    | He LinYan    | 23/10/2002               | Trùng Khánh | 13th      | 02/06/2023 | Chuyển Sang CGT48 Team CII |
| Hoàng Nghệ Huyên | 黄艺暄    | Huang YiXuan | 01/11/2006               | Quảng Tây   | 13th      | 02/06/2023 | Chuyển Sang CGT48 Team CII |
| Mã Khả Duyệt     | 马可悦    | Ma KeYue     | 29/06/2002               | Quý Châu    | 13th      | 02/06/2023 | Chuyển Sang CGT48 Team CII |
| Mông Hiểu Li     | 蒙晓丽    | Meng XiaoLi  | 27/02/2003               | Tứ Xuyên    | 13th      | 02/06/2023 | Chuyển Sang CGT48 Team CII |
| Tần Lộ Đan       | 秦露丹    | Qin LuDan    | 29/07/2002               | Tứ Xuyên    | 13th      | 02/06/2023 | Chuyển Sang CGT48 Team CII |
| Khâu Lưu Giai    | 邱刘佳    | Qiu LiuJia   | 04/12/2002               | Giang Tây   | 13th      | 02/06/2023 | Chuyển Sang CGT48 Team CII |
| Tống Tiêu Lộ     | 宋筱璐    | Song XiaoLu  | 17/08/2003               | Tứ Xuyên    | 13th      | 02/06/2023 | Chuyển Sang CGT48 Team CII |
| Thân Vũ Hâm      | 申雨鑫    | Shen YuXin   | 23/01/2004               | Trùng Khánh | 13th      | 02/06/2023 | Chuyển Sang CGT48 Team CII |
| Đàm Tư Tuệ       | 谭思慧    | Tan SiHui    | 14/11/2001               | Hồ Nam      | 13th      | 02/06/2023 | Chuyển Sang CGT48 Team CII |
| Hạ Doanh         | 夏莹      | Xia Ying     | 01/05/2001               | Hồ Bắc      | 13th      | 02/06/2023 | Chuyển Sang CGT48 Team CII |
| Hứa Nhã Lan      | 许雅兰    | Xu YaLan     | 22/08/2000               | Tứ Xuyên    | 13th      | 02/06/2023 | Chuyển Sang CGT48 Team CII |
| Dương Nhã Văn    | 楊雅雯    | Yang YaWen   | 7 tháng 4,2005 (19 tuổi) | Hà Bắc      | 16th      | 15/10/2024 | Chuyển Sang IDOLS Ft       |
| Chung Khiết La   | 钟洁玟    | Zhong JieWen | 05/06/2003               | Quảng Đông  | 13th      | 02/06/2023 | Chuyển Sang CGT48 Team CII |
| Châu Thị Nhữ     | 周是汝    | Zhou ShiRu   | 20/08/1997               | Thiểm Tây   | 13th      | 02/06/2023 | Chuyển Sang CGT48 Team CII |
| Trương Chỉ Hân   | 张芷欣    | Zhang ZhiXin | 08/10/2004               | Tứ Xuyên    | 13th      | 02/06/2023 | Chuyển Sang CGT48 Team CII |

## Thành Viên Tốt Nghiệp
| Tên Thật          | Tên Thật | Tên Thật      | Ngày Sinh  | Quê Quán       | Thế Hệ  | Ngày Tốt Nghiệp | Ghi Chú            |
| Hán Việt          | Bản Ngữ  | Latin         | Ngày Sinh  | Quê Quán       | Thế Hệ  | Ngày Tốt Nghiệp | Ghi Chú            |
| Team G            | Team G   | Team G        | Team G     | Team G         | Team G  | Team G          | Team G             |
| ----------------- | -------- | ------------- | ---------- | -------------- | ------- | --------------- | ------------------ |
| Trần Hoằng Vũ     | 陈泓宇   | Chen HongYu   | 06/02/2000 | Tứ Xuyên       | 10th    | 30/06/2023      | Bị Loại Khỏi GNZ48 |
| Trần Giai Oánh    | 陈佳莹   | Chen Jiaying  | 16/08/2002 | Quảng Đông     | 2nd     | 09/03/2022      | Tốt Nghiệp         |
| Trần Tuấn Hoành   | 陈俊宏   | Chen JunHong  | 28/09/2000 | Hồ Bắc         | 2nd     | 19/01/2019      | Tốt Nghiệp         |
| Trần Lạc Thiêm    | 陈乐添   | Chen LeTian   | 19/06/1996 | Quảng Đông     | 2nd     | 11/10/2017      | Tốt Nghiệp         |
| Trình Nhất Tâm    | 程一心   | Cheng YiXin   | 24/01/1998 | Giang Tây      | 2nd     | 10/08/2018      | Tốt Nghiệp         |
| Phương Hiểu Du    | 方晓瑜   | Fang XiaoYu   | 04/03/1996 | Thiểm Tây      | 2nd     | 19/01/2019      | Tốt Nghiệp         |
| Cao Nguyên Tịnh   | 高源婧   | Gao YuanJing  | 06/07/1999 | Sơn Đông       | SNH 5th | 13/06/2020      | Tốt Nghiệp         |
| Hoàng Lê Dung     | 黄黎蓉   | Huang LiRong  | 23/01/1999 | Hồ Nam         | 1st     | 26/04/2019      | Tốt Nghiệp         |
| Lý Thấm Khiết     | 李沁洁   | Li QinJie     | 12/02/1999 | Tứ Xuyên       | SNH 5th | 25/05/2019      | Tốt Nghiệp         |
| Lâm Gia Bội       | 林嘉佩   | Lin JiaPei    | 16/08/1998 | Quảng Đông     | SNH 5th | 30/07/2021      | Tốt Nghiệp         |
| La Khả Gia        | 罗可嘉   | Luo KeJia     | 02/02/2002 | Đài Loan       | 3rd     | 09/05/2024      | Tốt Nghiệp         |
| Lưu Tiểu Mạt      | 刘小末   | Liu XiaoMo    | 26/11      | Quý Châu       | 2nd     | 11/10/2017      | Tốt Nghiệp         |
| Lý San San        | 李姗姗   | Li ShanShan   | 8/04/1998  | Tứ Xuyên       | CKG 1st | 01/02/2024      | Rời Nhóm           |
| Hướng Vân         | 向芸     | Xiang Yun     | 10/06/1999 | Hồ Nam         | 1st     | 19/05/2017      | Tốt Nghiệp         |
| Tạ Lôi Lôi        | 谢蕾蕾   | Xie LeiLei    | 01/12/1998 | Quảng Đông     | SNH 5th | 09/11/2021      | Tốt Nghiệp         |
| Từ Huệ Linh       | 徐慧玲   | Xu HuiLing    | 21/10/1997 | Trùng Khánh    | CKG 2nd | 21/11/2021      | Tốt Nghiệp         |
| Dương Thanh Dĩnh  | 阳青颖   | Yang QingYing | 27/08/2001 | Tứ Xuyên       | SNH 5th | 05/2023         | Tốt Nghiệp         |
| Dương Nhược Tích  | 楊若惜   | Yang RuoXi    | 04/02/2000 | Tứ Xuyên       | 8th     | 10/11/2024      | Tốt Nghiệp         |
| Châu Thiền Ngọc   | 周倩玉   | Zhou QianYu   | 18/04/2000 | Tứ Xuyên       | SNH 6th | 22/06/2022      | Tốt Nghiệp         |
| Team NIII         |          |               |            |                |         |                 |                    |
| Trịnh Đan Ny      | 郑丹妮   | Zheng Danni   | 26/01/2001 | Thâm Quyến     | SNH 6th | 08/05/2025      | Rời Nhóm           |
| Tả Tịnh Viện      | 左婧媛   | Zuo JingYuan  | 19/8/1998  | Tứ Xuyên       | SNH 6th |                 | Bị Loại Khỏi GNZ48 |
| Trần Hân Dư       | 陈欣妤   | Chen XinYu    | 05/06/1999 | Đài Bắc        | SNH 6th | 25/04/2020      | Rời Nhóm           |
| Đới Hân Dật       | 戴欣佚   | Dai XinYi     | 17/12/2001 | Trùng Khánh    | 1st     | 01/06/2017      | Tốt Nghiệp         |
| Đăng Mạn Tuệ      | 邓熳慧   | Deng ManHui   | 22/09/2000 | Hồ Nam         | 6th     | 13/06/2020      | Tốt Nghiệp         |
| Mạc Hân           | 莫昕     | Mo Xin        | 07/10/1998 | Quảng Tây      | 7th     | 12/12/2020      | Tốt Nghiệp         |
| Giang Vũ Hàng     | 江雨航   | Jiang YuHang  | 06/06/2000 | Tứ Xuyên       | 9th     | 13/03/2023      | Tốt Nghiệp         |
| Lý Y Hồng         | 李伊虹   | Li YiHong     | 13/10/2000 | Tứ Xuyên       | 1st     | 18/03/2018      | Tốt Nghiệp         |
| Lưu Quả           | 刘果     | Liu Guo       | 15/12/2003 | Tứ Xuyên       | 7th     | 01/03/2022      | Tốt Nghiệp         |
| Lữ Mạn Phi        | 吕曼菲   | Lv ManFei     | 25/03/2007 | Quảng Đông     | 8th     | 21/01/2022      | Tốt Nghiệp         |
| Tôn Hinh          | 孙馨     | Sun Xin       | 27/02/2000 | Giang Tô       | SNH 6th | 06/12/2019      | Bị Loại Khỏi GNZ48 |
| Đường Thi Di      | 唐诗怡   | Tang ShiYi    | 16/07/1997 | Cát Lâm        | 2nd     | 19/01/2919      | Tốt Nghiệp         |
| Vương Thiên Nặc   | 王芊诺   | Wang QianNuo  | 21/02/2000 | Quảng Đông     | 1st     | 15/10/2024      | Tốt Nghiệp         |
| Vương Tử          | 王梓     | Wang Zi       | 23/12/1999 | Cam Túc        | SHY 4th | 02/06/2024      | Tốt Nghiệp         |
| Tiêu Văn Linh     | 肖文铃   | Xiao WenLing  | 24/01/2001 | Tứ Xuyên       | SNH 6th | 15/09/2019      | Tốt Nghiệp         |
| Tạ Ngãi Lâm       | 谢艾琳   | Xie AiLin     | 28/12/1996 | Quảng Đông     | 2nd     | 02/03/2022      | Tốt Nghiệp         |
| Tiền Sân Nam      | 冼燊楠   | Xian ShenNan  | 09/11/2001 | Quảng Tây      | SNH 6th | 12/08/2024      | Tốt Nghiệp         |
| Từ Giai Âm        | 徐佳音   | Xu JiaYin     | 18/08/2000 | Phúc Kiến      | 4th     | 10/07/2020      | Tốt Nghiệp         |
| Trịnh Duyệt       | 郑悦     | Zheng Yue     | 11/08/1997 | An Huy         | 2nd     | 19/01/2019      | Tốt Nghiệp         |
| Tằng Giai         | 曾佳     | Zeng Jia      | 24/10/1999 | Trung Khánh    | CKG 1st | 02/06/2024      | Tốt Nghiệp         |
| Tả Gia Hân        | 左嘉欣   | Zuo JiaXin    | 01/09/1996 | Thượng Hải     | SNH 6th | 15/09/2019      | Tốt Nghiệp         |
| Team Z            |          |               |            |                |         |                 |                    |
| Tất Thụy San      | 毕瑞珊   | Bi RuiShan    | 13/01/2003 | Liêu Ninh      | 3rd     | 26/05/2019      | Tốt Nghiệp         |
| Trần Quế Quân     | 陈桂君   | Chen GuiJun   | 08/10/1997 | Tứ Xuyên       | 1st     | 02/06/2023      | Ngừng Hoạt Động    |
| Trần Tử Huỳnh     | 陈梓荧   | Chen ZiYing   | 07/01/1999 | Quảng Đông     | 1st     | 05/08/2018      | Tốt Nghiệp         |
| Đại Linh          | 代玲     | Dai Ling      | 27/07/1999 | Tứ Xuyên       | 1st     | 26/04/2019      | Tốt Nghiệp         |
| Đỗ Thu Lâm        | 杜秋霖   | Du QiuLin     | 24/08/1998 | Tứ Xuyên       | 1st     | 29/03/2019      | Tốt Nghiệp         |
| Quách Y Ninh      | 郭铱宁   | Guo YiNing    | 08/09/2000 | Thiểm Tây      | 5th     | 13/03/2020      | Tốt Nghiệp         |
| Cao Úy Nhiên      | 高蔚然   | Gao WeiRan    | 08/10/1998 | Hà Nam         | BEJ 4th | 19/04/2023      | Ngừng Hoạt Động    |
| Hà Mộng Dao       | 何梦瑶   | He MengYao    | 12/05/1998 | Hồ Bắc         | 3rd     | 25/05/2019      | Tốt Nghiệp         |
| Lại Tuấn Diệc     | 赖俊亦   | Lai JunYi     | 28/07/2002 | Tứ Xuyên       | 2nd     | 01/03/2022      | Tốt Nghiệp         |
| Lại Tử Tích       | 赖梓惜   | Lai ZiXi      | 06/09/2002 | Giang Tây      | SHY 1st | 06/12/2019      | Tốt Nghiệp         |
| Lương Uyển Lâm    | 梁婉琳   | Liang WanLin  | 12/10/1998 | Quảng Tây      | 3rd     | 13/08/2022      | Ngừng Hoạt Động    |
| Lưu Gia Di        | 刘嘉怡   | Liu JiaYi     | 19/07/2002 | Hồ Nam         | 1st     | 11/10/2017      | Tốt Nghiệp         |
| Tư Phách Lâm      | 司珀琳   | Si PoLin      | 18/10/1996 | Hà Bắc         | SHY 3rd | 13/06/2020      | Tốt Nghiệp         |
| Vương Quýnh Nghĩa | 王炯义   | Wang JiongYi  | 05/06/2000 | Tân Cương      | 1st     | 11/01/2022      | Tốt Nghiệp         |
| Vương Tư Việt     | 王偲越   | Wang SiYue    | 19/02/2001 | Giang Tô       | 1st     | 02/06/2023      | Ngừng Hoạt Động    |
| Vương Doanh       | 王盈     | Wang Ying     | 15/06/1997 | Thiểm Tây      | 1st     | 01/09/2017      | Tốt Nghiệp         |
| Tạ Phi Phi        | 谢菲菲   | Xie FeiFei    | 18/01/2000 | Quảng Đông     | 5th     | 09/05/2024      | Tốt Nghiệp         |
| Diệp Hiểu Mộng    | 叶晓梦   | Ye XiaoMeng   | 29/11/2002 | Quảng Đông     | 3rd     | 19/01/2019      | Tốt Nghiệp         |
| Vu San San        | 于珊珊   | Yu ShanShan   | 03/10/2000 | Hà Bắc         | 1st     | 10/08/2018      | Tốt Nghiệp         |
| Dư Chỉ Viện       | 余芷媛   | Yu ZhiYuan    | 08/12/2002 | Hồ Nam         | 3rd     | 25/05/2019      | Tốt Nghiệp         |
| Triệu Dực Dân     | 赵翊民   | Zhao YiMin    | 18/08/1999 | Chiết Giang    | 1st     | 24/05/2023      | Tốt Nghiệp         |
| Châu Bồi Khê      | 周培溪   | Zhou PeiXi    | 02/08/2001 | Quý Châu       | 10th    | 15/01/2023      | Ngừng Hoạt Động    |
| Trương Thu Di     | 张秋怡   | Zhang QiuYi   | 12/10/1999 | Thâm Quyến     | 2nd     | 13/06/2020      | Tốt Nghiệp         |
| Trương Thư Vũ     | 张书瑀   | Zhang ShuYu   | 23/11/1999 | Quảng Đông     | 8th     | 24/10/2024      | Tốt Nghiệp         |
| Trương Tâm Vũ     | 张心雨   | Zhang XinYu   | 24/03/1996 | Thiểm Tây      | 1st     | 01/09/2017      | Tốt Nghiệp         |
| GNZ48             |          |               |            |                |         |                 |                    |
| Trình Tử Ngọc     | 程子钰   | Cheng ZiYu    | 29/04/1999 | Quảng Đông     | 3rd     | 26/04/2019      | Tốt Nghiệp         |
| Khương Hân Dao    | 姜欣瑶   | Jiang XinYao  | 27/12      | Giang Tây      | 9th     | 19/04/2022      | Tốt Nghiệp         |
| Huệ Dục Hiên      | 惠煜轩   | Hui YuXuan    | 08/12/2002 | Quảng Đông     | 11th    | 14/08/2022      | Rời Nhóm           |
| Hầu Y Nhiễm       | 侯祎冉   | Hou YiRan     | 31/05/2005 | Quảng Đông     | 12th    | 22/06/2022      | Tốt Nghiệp         |
| Lý Thần Hi        | 李晨曦   | Li ChenXi     | 01/09/2000 | Phúc Kiến      | 4th     | 16/12/2018      | Tốt Nghiệp         |
| Lương Khả         | 梁可     | Liang Ke      | 23/03/1999 | Cam Túc        | 2nd     | 24/01/2019      | Tốt Nghiệp         |
| Lữ Tư Kỳ          | 吕思琪   | Lv SiQi       | 28/11/1999 | Hắc Long Giang | 9th     | 18/05/2021      | Từ Chức Khỏi GNZ48 |
| Lan Á Tâm         | 兰雅心   | Lan YaXin     | 13/08/2004 | Quảng Tây      | CGT 2nd | 22/03/2024      | Tốt Nghiệp         |
| Môn Tú Thiên      | 门秀天   | Men XiuTian   | 06/01/2004 | Sơn Đông       | 5th     | 06/03/2019      | Tốt Nghiệp         |
| Vinh Tử Đồng      | 荣子彤   | Rong ZiTong   | 24/03/2001 | Liêu Ninh      | 14th    | 28/09/2023      | Tốt Nghiệp         |
| Thư Tương         | 舒湘     | Shu Xiang     | 23/07/2002 | Tứ Xuyên       | 4th     | 24/01/2019      | Tốt Nghiệp         |
| Đào Tuệ           | 陶慧     | Tao Hui       | 22/03      | An Huy         | 14th    | 10/08/2022      | Rời Nhóm           |
| Vương Mộng Viện   | 王梦媛   | Wang MengYuan | 27/08/2004 | Quảng Đông     | 4th     | 03/12/2018      | Tốt Nghiệp         |
| Uông Mộ Viễn      | 汪慕远   | Wang MuYuan   | 26/12/1997 | Chiết Giang    | 3rd     | 19/01/2019      | Tốt Nghiệp         |
| Vương Diễm        | 王琰     | Wang Yan      | 01/08/1999 | Hà Nam         | 9th     | 08/11/2021      | Tốt Nghiệp         |
| Tiếu Văn Tĩnh     | 肖文静   | Xiao WenJing  | 21/10/2002 | Tứ Xuyên       | 4th     | 17/12/2018      | Tốt Nghiệp         |
| Tạ Tuệ Tiên       | 谢慧先   | Xie HuiXian   | 11/05/2002 | Tứ Xuyên       | 8th     | 10/12/2020      | Tốt Nghiệp         |
| Tôn Dục Viên      | 孙毓园   | Sun YuYuan    | 09/11/2003 | Hồ Nam         | 15th    | 09/05/2024      | Tốt Nghiệp         |
| Yên Vũ Điệp       | 鄢羽蝶   | Yan YuDie     | 10/05/2000 | Trùng Khánh    | 6th     | 07/2022         | Tốt Nghiệp         |
| Chương Trạch Đình | 章泽婷   | Zhang ZeTing  | 29/10/2002 | Quảng Đông     | 5th     | 24/012019       | Tốt Nghiệp         |
| Trương Tử Dĩnh    | 张紫颖   | Zhang ZiYing  | 16/03/2003 | Quảng Đông     | 4th     | 24/01/2019      | Tốt Nghiệp         |
| Triệu Hân Vũ      | 赵欣雨   | Zhao XinYu    | 10/07/2001 | Quảng Đông     | 1st     | 17/04/2020      | Tốt Nghiệp         |
| Trịnh Dịch Văn    | 郑奕雯   | Zheng YiWen   | 11/01/2001 | Phúc Kiến      | 9th     | 26/09/2021      | Tốt Nghiệp         |

## Lịch Sử Thay Đổi Đội Trưởng Và Đội Phó

### Đội Trưởng
| Đội      | Kỳ Một                                 | Kỳ Hai                                 | Kỳ Ba                                 | Kỳ Bốn                                   |
| -------- | -------------------------------------- | -------------------------------------- | ------------------------------------- | ---------------------------------------- |
| Đội G    | Tằng Ngải Giai (01/10/2016—29/04/2018) | La Hàn Nguyệt (29/04/2018—07/11/2021)  | Hoàng Sở Nhân (07/11/2021—15/01/2023) | Dương Nhược Tích (05/08/2023—10/11/2024) |
| Đội NIII | Lưu Lực Phi (02/10/2016—15/11/2020)    | Ngô Vũ Phi (15/11/2020—15/01/2023)     | Lô Tĩnh (05/08/2023—20/04/2025)       |                                          |
| Đội Z    | Nông Yến Bình (16/09/2017—15/11/2020)  | Long Diệc Thuỵ (15/11/2020—15/01/2023) | Long Diệc Thuỵ (05/08/2023—)          |                                          |

### Đội Phó
| Đội      | Kỳ Một                                  | Kỳ Hai                                | Kỳ Ba                                 | Kỳ Bốn                  |
| -------- | --------------------------------------- | ------------------------------------- | ------------------------------------- | ----------------------- |
| Đội G    | Cao Nguyên Tịnh (01/10/2016—29/04/2018) | Hoàng Sở Nhân (04/05/2019—15/11/2020) | La Khả Gia (07/11/2021—15/01/2023)    | Lâm Ân Đồng (3/2/2024—) |
| Đội NIII | Lưu Thiến Thiến (02/10/2016—15/11/2020) | Lưu Lực Phi (07/11/2021—15/01/2023)   | Thạch Trúc Quân (3/2/2024—03/09/2024) |                         |
| Đội Z    | Long Diệc Thuỵ (16/09/2017—15/11/2020)  | Mã Hân Nguyệt (07/11/2021—15/01/2023) | Lương Kiều (3/2/2024—)                |                         |

## Danh sách đĩa nhạc

### Singles
| # | Tên                                | Thời Gian  |
| - | ---------------------------------- | ---------- |
| 1 | YOU DON'T KNOW ME (你所不知道的我) | 19.09.2016 |
| 2 | BOOM! BOOM! BOOM!                  | 16.01.2017 |
| 3 | I.F (Immortal Flower)              | 13.04.2017 |
| 4 | SAY NO                             | 23.09.2017 |
| 5 | Bùjiànbúsàn (不见不散)             | 24.12.2017 |
| 6 | Bào Jǐn Chǔlǐ (抱緊処理)           | 26.03.2018 |
| 7 | NOW AND FOREVER (此刻到永远)       | 20.12.2018 |
| 8 | HERO                               | 29.03.2019 |

### Digital Singles
| # | Tên                                 | Thời Gain  |
| - | ----------------------------------- | ---------- |
| 1 | Women Dou Yiyang (我们都一样)       | 26.11.2017 |
| 2 | I Know (Cantonese Ver.) (青春加油!) | 11.06.2019 |
| 3 | Buy Buy Buy (买买买)                | 01.07.2020 |

### Stage Albums
| # | Tên                                                                            | Thời Gian  |
| - | ------------------------------------------------------------------------------ | ---------- |
| 1 | Team G 3rd Stage "Shuāngmiàn Ǒuxiàng" (Team G 3rd Stage 「双面偶像」)          | 11.08.2017 |
| 2 | Team Z 3rd Stage "Sānjiǎo Hánshù" (Team Z 3rd Stage 「三角函数」)              | 12.01.2018 |
| 3 | Team NIII 3rd Stage "Fiona.N" (Team NIII 3rd Stage 「Fiona.N」)                | 12.07.2018 |
| 4 | Team G 4th Stage "Victoria.G" (Team NIII 3rd Stage 「Victoria.G」)             | 10.07.2019 |
| 5 | Team NIII 3rd Stage "Fiona.N" RESTART (Team NIII 3rd Stage 「Fiona.N」RESTART) | 09.07.2021 |

## Album (stage) công diễn
| # | Tên                                                  | Tên                     | Thời Gian                          | Công Diễn |
| - | ---------------------------------------------------- | ----------------------- | ---------------------------------- | --------- |
| 1 | 剧场女神 (Goddess of the Theater)                    | Nữ thần nhà hát         | 29.04.2016 - 06.10.2016 02.06.2017 | 45 1      |
| 2 | 心的旅程 (Heart Journey)                             | Hành trình trái tim     | 14.10.2016 - 22.06.2017 02.10.2018 | 54 1      |
| 3 | 双面偶像 (Double-Sided Idol)                         | Song Diện Thần Tượng    | 11.08.2017 - 11.09.2019            | 114       |
| 4 | 十八个闪耀瞬间 (Eighteen Shining Moments)            | 18 khoảnh khắc lấp lánh | 01.05.2019 - 06.10.2019            | 11        |
| 5 | Victoria.G                                           |                         | 05.07.2019 - 2023                  | -         |
| 6 | Tāmen Suǒ Bù Zhīdào de Team G (他们所不知道的Team G) |                         | 01.05.2022 - 09.04.2023            | 33        |
| 7 | Qǐchéng:TEAM G (启程:TEAM G)                         |                         | 15,04.2023-Now                     |           |
| 8 | 瑶光之迹 (Traces of Yaoguang)                        | Dao Quang Chi Tích      | 05.2024                            |           |

| #           | Tên                                                        | Tên                     | Thời Gian                          | Công Diễn |
| ----------- | ---------------------------------------------------------- | ----------------------- | ---------------------------------- | --------- |
| 1           | 我的太阳 (My Sun)                                          | Mặt Trời Của Tôi        | 30.04.2016 - 18.03.2017 05.10.2018 | 75 1      |
| 2           | 第1人称 (First Person)                                     |                         | 24.03.2017 - 01.07.2018            | 89        |
| 3           | Fiona.N                                                    |                         | 06.07.2018 - Now                   | -         |
| Dịp kỉ niệm | 十八个闪耀瞬间 (Eighteen Shining Moments)                  | 18 Khoảnh Khắc Lấp Lánh | 02.05.2019 - 11.01.2020            | 30        |
| Dịp kỉ niệm | Tāmen Suǒ Bù Zhīdào de Team NIII (他们所不知道的Team NIII) |                         | 02.05.2022 - 08.04.2023            | 33        |
| Dịp kỉ niệm | Qǐchéng: Team NIII (启程：TEAM NIII)                       |                         | 16.04.2024 -Now                    |           |
| 4           | 天枢之弈 (The Game of Tianshu)                             | Thiên Khu Chi Dịch      | 05.2024                            |           |

| # | Tên                                                  | Tên                     | Thời Gian                          | Công Diễn |
| - | ---------------------------------------------------- | ----------------------- | ---------------------------------- | --------- |
| 1 | 专属派对 (Exclusive Party)                           | Bữa Tiệc Độc Quyền      | 18.11.2016 - 10.09.2017            | 60        |
| 2 | 代号·林和西 (Code·LinHeXi)                           |                         | 15.09.2017 - 31.12.2017 03.10.2018 | 17 1      |
| 3 | 三角函数 (Trigonometric Functions)                   | Hàm Số Lượng Giác       | 12.01.2018 - Now                   | -         |
| 4 | 十八个闪耀瞬间 (Eighteen Shining Moments)            | 18 Khoảnh Khắc Lấp Lánh | 03.05.2019 - 18.06.2020            | 21        |
| 5 | Tāmen Suǒ Bù Zhīdào de Team Z (他们所不知道的Team Z) |                         | 30.04.2022 - 08.04.2023            | 29        |
| 6 | Mia.Z                                                |                         | 16.04.2023                         | -         |
| 7 | 斗宿之诀 (The secret of fighting)                    | Đẩu Túc Chi Quyết       | 05.2024                            |           |

| # | Tên       | Tên | Thời Gian        | Công Diễn |
| - | --------- | --- | ---------------- | --------- |
| 1 | Waiting 4 |     | 25.06.2020 - Now | -         |

| # | Tên   | Tên    | Thời Gian        | Công Diễn |
| - | ----- | ------ | ---------------- | --------- |
| 1 | 无限∞ | Vô Hạn | 26.06.2020 - Now | -         |

| # | Tên                                  | Thời Gian               | Công Diễn |
| - | ------------------------------------ | ----------------------- | --------- |
| 1 | Ǒuxiàng Yánjiū Jìhuà(偶像研究计划)   | 01.10.2017 - 10.12.2018 | 62        |
| 2 | Mèngxiǎng Fènjìn Jìhuà(梦想奋进计划) | 01.10.2022 - Now        | -         |

| # | Tên                                              | Thời Gian               | Công Diễn |
| - | ------------------------------------------------ | ----------------------- | --------- |
| 1 | Xiǎoxīn "Yì Yì" (小心"疫疫")                     | 07.03.2020 - 18.04.2020 | 30        |
| 2 | Guǎng·nǐ ài wǒ·bā (广·你爱我·芭)                 | 20.04.2020 - 05.05.2020 | 10        |
| 3 | Xiàzhì (夏至)                                    | 14.05.2020 - 13.06.2020 | 19        |
| 4 | 4•8 Duìkàngsài (肆•捌對抗賽                      | 30.06.2020 - 16.07.2020 | 6         |
| 5 | GNZ48 VS BEJ48 Duìkàngsài (GNZ48 VS BEJ48對抗賽) | 28.07.2020              | 1         |